# Campitello di Fassa
Campitello di Fassa település Olaszországban, Trento megyében, a Dolomitokban, a Fassa-völgyben. Lakosainak száma 710 fő (2023. január 1.). Campitello di Fassa Canazei, Castelrotto, Santa Cristina Valgardena, Selva di Val Gardena, Tires és Mazzin községekkel határos.

## Népesség
A település népességének változása:
| Lakosok száma | 731  | 730  | 710  |
|               | 2017 | 2018 | 2023 |